# Woodtemple
Woodtemple är ett pagan/black metalband från Steyr i Österrike grundat 1998. 

## Medlemmar
Nuvarande medlemmar
- Aramath – sång, gitarr, basgitarr, keyboard (1998– )
- Kyrsvath (Johannes Jungreithmeier) – trummor (2016– )

Tidigare medlemmar
- S.M. – gitarr, basgitarr (2015–2017)

Turnerande medlemmar
- Aratron – gitarr
- Asbath – trummor (2003)
- Rob Darken (Robert Fudali) – basgitarr (2003, 2013–2015)
- S.M. – basgitarr (2014–2015)
- Sebastian – trummor (2014–?)

## Diskografi
Demo
- Sword of Hate (1999)

Studioalbum
- Feel the Anger of the Wind (2002)
- The Call from the Pagan Woods (2004)
- Voices of Pagan Mountains (2006)
- Sorrow of the Wind (2008)
- Forgotten Pride (2014)

EP
- Hidden in Eternal Shadow (2005)